# Rue Ernest-Lefébure
La rue Ernest-Lefébure est une voie située dans le quartier de Bel-Air du 12e arrondissement de Paris.

## Situation et accès
La rue Ernest-Lefébure est accessible à proximité par la ligne de métro 8 à la station Porte Dorée ainsi que par la ligne 3a du tramway aux arrêts Montempoivre et Porte Dorée.

## Origine du nom
Cette rue tient son nom du dentellier Ernest Lefébure (1835-1913).

## Historique
Cette rue est ouverte en 1933 sur l'emplacement du bastion no 6 de l'enceinte de Thiers ; elle prend son nom actuel l'année suivante.